# 但馬飛行場
但馬飛行場（日语：／ Tajima hikōjō */?）是位於日本兵庫縣豐岡市的一座民用機場。

## 概要
但馬飛行場是為缺少新幹線和高速公路的兵庫縣北部 (但馬地區)提供高速交通而建設，於1994年5月18日作為日本第一個「通勤專用機場」啟用。提供每日2架次往返大阪國際機場的服務，用時35~40分鐘，但是相較於同區間用時2.5小時的JR特急東方白鸛號列車，加上市中心之間交通時間，以及昂貴機票費用，並無明顯優勢。至於直飛首都圈（羽田機場）的航班則從未開通。

## 航空公司與航點
| 航空公司           | 目的地    |
| ------------------ | --------- |
| 日本空中通勤（JC） | 大阪/伊丹 |

## 如何前往

### 巴士
- 全但巴士（日语：全但バス）
  - 由豐岡站、城崎溫泉站出發

## 外部連結
- 官方網站（页面存档备份，存于）（日語）（英文）